# Левон Вашко
Левон Вашко (біл. Лявон Вашко; нар. 12 квітня 1963, Гродно) — білоруський письменник, драматург і літературознавець.

## Життєпис
Левон Вашко народився 12 квітня 1963 року в Гродно. Закінчив факультет журналістики БДУ.
Брав участь у молодіжному громадському об’єднанні «Білоруська майстерня» (1979-1984).
Працював журналістом у газетах і журналах. Зараз — на творчій роботі. Так само автор електронного вісника «Духахрам».

## Твори
- «Європейські історії» (біл. Еўрапейскія гісторыі; 1995) — оповідання
- «Поети-царі» (біл. Паэты-цары; 1997)
- «Історизація свідомості» (біл. Гістарызацыя свядомасці; 1997) — вірші з посвятою
- «Маленький зошит Левона Вашка» (біл. Маленькі сшытак Лявона Вашка; 2000) — збірка[1]